# Somalijska policija
Somalijska policija javna je policijska služba somalijskog Ministarstva unutarnjih poslova koja obavlja zakonom propisane policijske poslove. Posebni je ogranak Somalijskih oružanih snaga sa zadaćom očuvanja javnog reda i mira, suzbijanje svakoga oblika kriminala i protuzakonitih djelovanja. Posebne jedinice obučene su i za protuterorističko djelovanje.
Utemeljena je 1960., na temeljima Somalijskih redarstvenih snaga, koje su djelovale u suradnji s britanskim ili talijanskim kolonijalnim snagama. Čelna osoba policije je ravnatelj policije, predsjedatelj ravnateljstva i državne policijske uprave, kojeg imenuje ministar unutarnjih poslova ili predsjednik vlade. U djelokrug policije potpadaju i vatrogasne službe, prometna policija, ženske jedinice, službe hitne pomoći i postrojbe posebne namjene (specijalna policija).
Pozivni broj za policijske službe u Somaliji glasi 888.

## Vanjske poveznice
- Službene stranice  Arhivirana inačica izvorne stranice od 13. travnja 2018. (Wayback Machine) (engl.)